# Thermaloniscus cotylophorus
Thermaloniscus cotylophorus is een pissebed uit de familie Cryptoniscoidea incertae sedis. De wetenschappelijke naam van de soort is voor het eerst geldig gepubliceerd in 1983 door Bourdon.